# Przyjaciel wesołego diabła
Przyjaciel wesołego diabła – powieść napisana przez Kornela Makuszyńskiego w 1930 roku.

## Adaptacje
Powieść została zekranizowana w roku 1986 przez Jerzego Łukaszewicza.